# Спасское (Запорожская область)
Спасское (укр. Спаське) — село,
Терпеньевский сельский совет,
Мелитопольский район,
Запорожская область,
Украина. (Контролируется Россией с 2022 года по Н. В.). 
Код КОАТУУ — 2323085109. Население по переписи 2001 года составляло 824 человека.

## Географическое положение
Село Спасское находится на расстоянии в 2,5 км от села Терпенье.
По селу протекает пересыхающий ручей с запрудой.
Рядом проходит автомобильная дорога М-18 (E 105).

## История
- Согласно Сайту Верховной Рады Украины[1] село было основано в 1895 году, однако Спасское уже упоминается в справочных изданиях 1886[2] и 1889[3] годов.
- Село Спасское, наряду с несколькими другими сёлами, было основано духоборами, переселившимися на Молочные Воды, в первые годы XIX века (в 1840-е годы духоборы были выселены из Таврической губернии на Кавказ)[4].
- В 1886 году известняковые обнажения близ села изучал известный геолог, академик Н. А. Соколов[5].

## Экономика
- Терпеньевский песчаный карьер.
- «Мир», АФ, ООО.

## Объекты социальной сферы
- Школа. Спасская общеобразовательная школа I—III ступеней расположена по адресу ул. Ленина, 67а. В школе 9 классов, 79 учеников и 28 сотрудников. Язык обучения украинский. Школа имеет географический профиль. Директор школы — Ерёменко Татьяна Александровна[6]. Школа открылась в начале 1930-х годов, а перед Великой Отечественной войной состоялся первый выпуск. После войны школа возобновила свою работу. Школа размещалась в 2 небольших корпусах, занятия проводились в 2 смены. В 1970 году Спасская 8-летняя школа переехала в новый 2-этажный корпус. В 1991 году школа стала общеобразовательной I—III ступеней. В 2004 году после взрывов в Новобогдановке был проведён капитальный ремонт школы[7].
- Детский сад. Пострадал во время взрывов артиллерийских складов в Новобогдановке, в 2007—2011 годах велась его реконструкция.[8]
- Храм Преображения Господня. Подчинён Запорожской и Мелитопольской епархии Украинской православной церкви Московского патриархата.[9]

## Экология
- В 2,5 км от села расположены Новобогдановские военные склады (в 2004—2006 годах были пожары со взрывами).

## Достопримечательности

### Колодец счастья
По словам старожилов, этот 25-метровый колодец в центре Спасского был выкопан в 1876 году, но уже в 1920-е годы был заброшен. В годы Великой Отечественной войны, когда другие колодцы были разрушены, к этому старинному колодцу снова стали выстраиваться длинные очереди за водой. Но со временем родники заилились, сруб обветшал, и колодец пришел в негодность. Идея восстановить колодец появилась во время взрывов артиллерийских складов в Новобогдановке, когда в Спасском снова возникли перебои с водой. Работы были закончены в 2009 году. Название «Колодец счастья» связано с новой традицией: молодожены в день свадьбы должны выпить воды из колодца, надеть замок на его ограду, а ключ бросить в глубину колодца.
В 2011 году Колодец счастья был объявлен одним из «Семи чудес света Мелитопольского края».